# WebKit
WebKit este un motor de randare⁠(d) utilizat preponderent de navigatorul Safari precum și de toate navigatoarele de pe platforma iOS. De asemenea, WebKit este folosit pe consolele PlayStation, începând cu modelul PS3, pe consolele Nintendo începând cu modelul 3DS și pe numeroase navigatoare pentru Linux. 
WebKit a început ca o versiune modificată a modulelor KHTML⁠(d) și KJS⁠(d) ale sistemului KDE, evoluând semnificativ de-a lungul contribuțiilor de la Apple, Google, Nokia, Bitstream⁠(d), BlackBerry, Sony, Igalia⁠(d) și alții. WebKit poate rula pe macOS, Microsoft Windows, Linux și diverse sisteme de operare bazate pe UNIX. Pe 3 aprilie 2013, Google a anunțat că a modificat modulul WebCore, o componentă a WebKit-ului, pentru a fi utilizat în versiunile viitoare ale navigatorului Google Chrome.
Webkit este un program liber și cu sursă deschisă, licențiat conform licenței BSD, ceea ce a contribuit la adoptarea sa în diverse domenii. 

## Origini
Codul care avea să devină WebKit a fost inițial creat în anul 1998 ca motorul de randare KDE HTML (KHTML⁠(d)) și motorul KDE JavaScript (KJS). Proiectul WebKit a fost inițiat de Lisa Melton pe 25 iunie 2001, ca o modificare a modulelor KHTML și KJS. Melton a explicat într-un e-mail adresat comunității KDE că aceste module au făcut dezvoltarea motorului mai ușoară datorită dimensiunilor lor reduse (ambele proiecte alcătuind sub 140.000 de linii de cod) și respectării standardelor web, ceea ce a permis o evoluție mai rapidă decât cea oferită de alte tehnologii disponibile. KHTML și KJS au fost portate pe macOS cu ajutorul unui modul de adaptare și au fost redenumite WebCore și JavaScriptCore.

## Adoptare

Cota de utilizare a navigatoarele web conform StatCounter

WebKit este folosit ca motor de randare în Safari și a fost folosit anterior de navigatorul Chrome, pe Windows, macOS și Android (înainte de versiunea 4.4 KitKat). Alte aplicații pe macOS și iOS folosesc WebKit, cum ar fi clientul de e-mail Apple Mail, și versiunea 2008 a aplicației de gestionare de informații personale Microsoft Entourage, ambele utilizând WebKit pentru a reda conținut HTML.